# آنتونیو گارسیا فرراس
آنتونیو گارسیا فرراس (اسپانیایی: Antonio García Ferreras‎؛ زادهٔ ۲۰ سپتامبر ۱۹۶۶) روزنامه‌نگار و مجری تلویزیون اهل اسپانیا است.
از فیلم‌ها یا مجموعه‌های تلویزیونی که وی در آن‌ها نقش داشته است، می‌توان به خانه کاغذی اشاره نمود.